# Buddleja sphaerocalyx
Buddleja sphaerocalyx là một loài thực vật có hoa trong họ Huyền sâm. Loài này được Baker mô tả khoa học đầu tiên năm 1887.